# Grofkorrelknikmos
Grofkorrelknikmos (Bryum dichotomum) is een soort mos uit het geslacht knikmos (Bryum).

## Determinatie
De bladrand is over de hele lengte teruggebogen zonder duidelijke zoom. Het heeft een lang uittredende nerf en korte bladcellen (zelden meer dan 50 micron).

## Ecologie
Het groeit op ruderale plaatsen, bijvoorbeeld tussen straatstenen, vaak samen met het geelkorrelknikmos (Bryum barnesii), maar komt ook voor op minder voedselrijke, geëxponeerde plaatsen als muren.

## Verspreiding
Bryum dichotomum in strikte zin wordt in Europa pas sinds 1976 onderscheiden naast onder meer Bryum barnesii en Bryum gemmiferum. 
In Nederland komt het zeer algemeen voor. Het staat niet op de rode lijst en is niet bedreigd.